# Die vier Grobiane
Die vier Grobiane (italienisch: I quattro rusteghi, venezianische Originalschreibweise: I quatro rusteghi) ist der Titel einer komischen Oper (Originalbezeichnung: „Musikalisches Lustspiel“) in drei Akten von Ermanno Wolf-Ferrari, die auf einer Komödie von Carlo Goldoni beruht. Das Libretto wurde im venezianischen Dialekt verfasst und stammt von Luigi Sugana und Giuseppe Pizzolato, die deutschsprachige Fassung von Hermann Teibler. Uraufgeführt wurde das Werk in der deutschsprachigen Version am 19. März 1906 an der Bayerischen Staatsoper in München. Es dirigierte Felix Mottl.
Die Oper ist das meistgespielte Werk des Komponisten.

## Charakteristik
Ermanno Wolf-Ferrari gilt als Vertreter der Anti-Moderne und als Protagonist des Klassizismus in der Musik. Er wählte ein Sujet jenseits der Jetztzeit und wirkte mit seiner vorromantischen Tonsprache zum Zeitpunkt der Uraufführung – nach Pelléas et Mélisande (Uraufführung 1902), Siberia (1903), Jenůfa (1904) und Salome (1905) – geradezu anachronistisch. Die Handlung ist im Venedig von 1800 angesiedelt, welches den Glanz alter Zeiten längst verloren hatte, und wurde von Wolf-Ferrari „mit einer alles verklärenden, durchsichtigen Musik von ausgesuchter Schönheit und lyrischer Melodik“ überzogen. Die Tongebung vermeidet jede Satire und jede Groteske, erweist sich jedoch als virtuos und quirlig, ist durchgehend antiromantisch, „gelegentlich etwas sentimental“. Die Rollenbilder von Mann und Frau, bei Goldoni kritisch hinterfragt, werden hier musikalisch affirmiert. Die knappen Arien bedienen sich „buffonesken Witzes im Stile eines nachgeborenen Rossini“. Die Bühnenwirksamkeit des Schwankes steht außer Zweifel, Wolf-Ferrari bemüht sich um eine Wiederbelebung der Opera buffa, eines untergegangenen Genres. Die Suche nach der heilen Welt, die der Komponist um 1800 ansiedelt, findet ihren Korrespondenz in der Vita des Komponisten, der den Krieg nicht versteht und erträgt.

## Handlung

### Erster Akt
Erstes Bild: Im Haus von Lunardo
Margarita und Lucieta beklagen die Langeweile im Hause, denn das Familienoberhaupt gönnt den beiden kein Vergnügen und keine Unterhaltung. Lunardo tritt auf und kündigt eine Einladung von drei Freunden und deren Frauen an. Das lässt bei den beiden Frauen keine Freude aufkommen, halten sie doch die drei für noch größere Grobiane als Lunardo. Dieser schickt seine Tochter aus dem Zimmer und erklärt seiner Frau, er werde Lucieta mit Filipeto, dem Sohn von Maurizio, verheiraten. Die beiden sollten einander aber nicht begegnen. Die Einwände von Margarita beantwortet Lunardo unwirsch. Maurizio tritt auf und schnell sind sich die beiden Männer über die Höhe der Mitgift einig. Lunardo spricht die Einladung zum Abendessen aus.
Zweites Bild: Terrasse im Haus von Simon
Filipeto klagt seiner Tante Marina sein Leid. Sein Vater will ihn zur Heirat mit einem Mädchen zwingen, welches er nicht kennt. Marina verspricht dem Neffen ihre Hilfe. Da tritt Marinas Mann auf, Simon, und gibt die Einladung zum Abendessen bekannt. Marina will lieber zu Bett gehen als zum Essen. Felice, deren Mann Cancian und der Conte Riccardo treten auf. Simon ist über die ständigen Besuche nicht erfreut und verbietet seiner Frau, Gäste zu empfangen. Marina weiht Felice in die Probleme ihres Neffen ein und die beiden beschließen, dem jungen Mann zur Seite zu stehen.

### Zweiter Akt
Drittes Bild: Zimmer im Haus Lunardos
Lucieta und ihre Stiefmutter Margarita haben sich herausgeputzt, Lucieta trägt eine Perlenkette. Lunardo erscheint und befiehlt Frau und Tochter, den Schmuck abzulegen. Simon und Marina treten auf. Die Männer schicken die Frauen hinaus und beklagen den Verfall der Sitten. Felice und Cancian treffen ein. Auch Felice wird hinausgeschickt, damit sich die drei Männer ungestört unterhalten können. Zu dritt besingen sie die guten alten Zeiten, in denen die Frauen noch bescheiden und gehorsam waren.
Viertes Bild: Nebenraum im Haus Lunardos
Die Frauen weihen Felice in ihren Plan ein. Filipeto soll in Frauenkleidern ins Haus kommen und so seine Braut kennenlernen. Schon kommt Conte Riccardo mit dem verkleideten Filipeto herein und die beiden jungen Leute finden Gefallen aneinander. Als die Männer plötzlich erscheinen, gelingt es den Frauen mit Müh und Not den Conte und Filipeto zu verstecken. In feierlichem Ton verkündet Lunardo seiner Tochter, dass sie heute noch ihre Verlobung feiern werde. Maurizio stürmt herein und berichtet, dass sein Sohn mit einem gewissen Conte Riccardo verschwunden ist. Cancian beginnt lauthals über den Conte zu schimpfen. Dieser kommt daraufhin aus dem Versteck, ebenso Filipeto, nunmehr in Männerkleidung. Maurizio beginnt eine Jagd auf seinen Sohn und im allgemeinen Tumult fällt der Vorhang.

### Dritter Akt

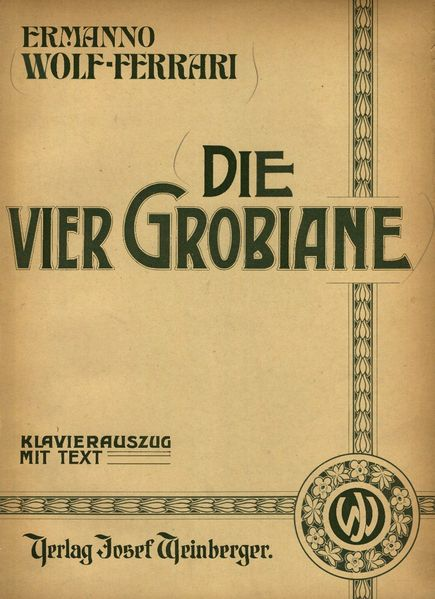
Klavierauszug der Oper

Fünftes Bild: Antiquitätengeschäft von Lunardo
Die Grobiane haben sich zurückgezogen um die Situation zu beraten und wie die unbotmäßigen Weiber am empfindlichsten bestraft werden können. Bevor sich die Herren einigen können, tritt Felice auf. Sie hat keine Furcht vor den Haustyrannen und hält ihnen zungenfertig eine Standpauke. Den Grobianen verschlägt es die Sprache. Sodann kommen die anderen Frauen und auch sie fordern von ihren Männern eine Entschuldigung. Die jungen Leute werden einander vorgestellt und verschweigen, dass sie einander bereits kennen. Vergnügt begibt sich die Gesellschaft zum Mahle. Lucieta und Filipeto bleiben zurück. Die Braut erwartet einen Kuss zur Verlobung, doch der junge Mann traut sich nicht. Lucieta läuft lachend davon. Filipeto eilt ihr nach und holt das Versäumte nach. Langsam fällt der Vorhang.

## Instrumentation
Die Orchesterbesetzung der Oper enthält die folgenden Instrumente:
- Holzbläser: zwei Flöten (2. auch Piccolo), zwei Oboen (2. auch Englischhorn), zwei Klarinetten, zwei Fagotte
- Blechbläser: vier Hörner, drei Trompeten, drei Posaunen, Basstuba
- Pauken, Schlagzeug: Große Trommel, Becken, Triangel
- Harfe
- Streicher

## Werkgeschichte

### Besetzungen in München und Mailand
| Rolle          | Stimmlage   | Uraufführung München, 19. März 1906 | Italienische Erstaufführung Mailand, 2. Juni 1914 |
| -------------- | ----------- | ----------------------------------- | ------------------------------------------------- |
| Lunardo        | Bass        | Georg Sieglitz                      | Antonio Pini-Corsi                                |
| Margarita      | Mezzosopran | Margarethe Preuse-Matzenauer        | Guerrina Fabbri                                   |
| Lucietta       | Sopran      | Ella Tordek                         | Sarah Fidelia Solari                              |
| Simone         | Bass        | Paul Bender                         | Ugo Cannetti                                      |
| Marina         | Sopran      | Gehrer                              | Giulietta Tess                                    |
| Maurizio       | Bass        | Josef Geis                          | Carlo Rossi                                       |
| Filipeto       | Tenor       | Hans Koppe                          | Pio Scopinich                                     |
| Cancian        | Bass        | Alfred Bauerberger                  | Silvio Queirolo                                   |
| Felice         | Sopran      | Hermine Bosetti                     | Ebe Boccolini-Zacconi                             |
| Conte Riccardo | Tenor       | Raoul Walter                        | Guido Ciccolini                                   |
| Dirigent       |             | Felix Mottl                         | Ettore Panizza                                    |

Quellen für die Besetzungen: 19. März 1906:  „I quatro rusteghi“. In: L’Almanacco di Gherardo Casaglia

### Zur Aufführungsgeschichte

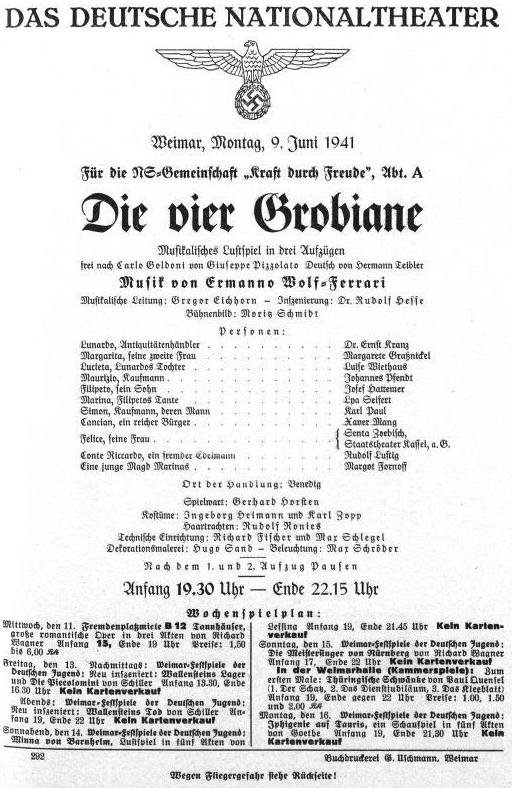
Aufführung für die NS-Gemeinschaft Kraft durch Freude, Weimar 1941

Die Münchner Uraufführungsinszenierung wurde auch in Berlin am Theater des Westens gezeigt. An der Wiener Staatsoper wurden Die vier Grobiane zwischen Februar 1934 und April 1948 in insgesamt 64 Vorstellungen gegeben. 1938 stand die Oper am Spielplan des Théâtre de la Monnaie in Brüssel. Während der NS-Zeit wurde das Werk häufig in Deutschland gezeigt, es passte gut in die eskapistische Programmatik der Spielpläne an deutschen Opernhäusern. 1967 präsentierte das Hessisches Staatstheater in Wiesbaden eine Neuproduktion. 1977 inszenierte Günther Rennert das Werk an der Württembergischen Staatsoper in Stuttgart. 1990 brachte die Bayerische Staatsoper eine opulente Neuinszenierung in italienischer Fassung unter Leitung von Heinrich Bender heraus. 2002 stellte die Oper Zürich die Oper vor, inszeniert von Grischa Asagaroff und dirigiert von Nello Santi.
Am 2. Juni 1914 fand die italienische Erstaufführung im Mailänder Teatro Lirico statt, dirigiert von Ettore Panizza. Der Lunardo wurde von berühmten Bass Antonio Pini-Corsi gesungen. Noch im selben Monat übersiedelte die Produktion ans Teatro La Fenice in Venedig. Die Oper erzielte in Italien regen Zuspruch und wurde in einer Reihe kleinerer und größerer Häuser gespielt, 1914 in Bergamo, 1921 in Triest, Bologna und Parma, 1923 in Venedig und Rom, 1925 in Turin, 1927 in Neapel, 1941 in Florenz. Insbesondere in Venedig erfreute sich die Oper großer Beliebtheit und wurde immer wieder bis in die 1980er Jahre gespielt. Gepriesen wurden insbesondere die Spontaneität und Lebendigkeit der Oper. Jedoch kam es auch in Italien seit den 1960er Jahren – ausgenommen Venedig, dort zuletzt 2006 – zu keinen weiteren Aufführungen des Werkes.
Am 7. Juni 1946 kam die Oper am Londoner Sadler’s Wells heraus. Die US-amerikanische Premiere fand am 18. Oktober 1951 an der New York City Opera statt. Die englischen Versionen des Titels der Oper variieren: The Four Churls, The Four Curmudgeons oder The Four Ruffians, fallweise wurde die Oper allerdings auch unter dem Titel School for Fathers aufgeführt. Es gab auch Aufführungen in Madrid und Nizza.
Das Werk wird heute nur mehr sehr selten aufgeführt. Die vier Grobiane befinden sich aber noch im Repertoire der Moskauer Kammeroper.

## Aufnahmen
- 1950: Studioproduktion des Bayerischen Rundfunks. Mit dem Münchner Rundfunkorchester und dem Chor des Bayerischen Rundfunks, Dirigent: Hans Altmann. Mit Georg Hann (Lunardo), Wilhelm Schlichting (Mauricio), Benno Kusche (Simone), Georg Wieter (Cancian), Ruth Michaelis (Margarita), Gerda Sommerschuh (Lucieta), Richard Holm (Filipeto), Anny van Kruyswyk (Felice), Günther Baldauf (Conte Riccardo), Hildegard Erdmann (Marina) und Marta Maria Krause (Eine junge Magd). Gesamtaufnahme, Cantus-Line.[5]

 Die folgenden Aufnahmen stehen unter dem Titel I Quatro Rusteghi und wurden in der italienischen Version eingespielt.
- 1953: Alfredo Simonetto (Dirigent) – Orchestra Sinfonica della RAI di Milano – Fernando Corena (Lunardo), Agnese Dubbini (Margarita), Gianna Perea Labia (Lucieta), Pasquale Lombardo (Maurizio), Mario Carlin (Filipeto), Alda Noni (Marina), Carlo Ullvi (Simon), Cristiano Dalamangas (Cancian), Ester Orell (Felice), Manfredi Ponz de Leon (Conte Riccardo) – Fonit Cetra[8]
- 1954: Inoffizieller Live-Mitschnitt vom 2. Juni 1954 aus dem Teatro alla Scala in Mailand. Dirigent: Antonino Votto – Orchestra del Teatro alla Scala di Milano – Nicola Rossi-Lemeni (Lunardo), Cloe Elmo (Margarita), Rosanna Carteri (Lucieta), Silvio Maionica (Maurizio), Cesare Valletti (Filipeto), Ilva Ligabue (Marina), Marco Stefanoni (Simon), Melchiorre Luise (Cancian), Silvana Zanolli (Felice), Giuseppe Zampieri (Conte Riccardo), Luisa Mandelli (Serva) – Fonit Cetra[9]
- 1967: Live-Mitschnitt aus dem Teatro La Fenice in Venedig. Dirigent: Bruno Bogo – Orchestra del Teatro la Fenice di Venezia – Giorgio Tadeo (Lunardo), Rena Garazioti (Margarita), Adriana Martino (Lucieta), Alfredo Mariotti (Maurizio), Ugo Benelli (Filipeto), Edda Vincenzi (Marina), Alessandro Maddalena (Simon), Paolo Pedani (Cancian), Silvana Zanolli (Felice), Mario Guggia (Conte Riccardo) – Mondo Musica[10]
- 1969: Live-Mitschnitt aus dem Teatro Comunale di Torino. Dirigent: Ettore Gracis – Orchestra e Coro del Teatro Comunale di Torino – Nicola Rossi-Lemeni (Lunardo), Fedora Barbieri (Margarita), Mariella Adani (Lucieta), Alfredo Mariotti (Maurizio), Agostino Lazzari (Filipeto), Edda Vicenzi (Marina), Alessandro Maddalena (Simon), Renato Cesari (Cancian), Magda Olivero (Felice), Mario Carlin (Conte Riccardo) – Gala[1][11]
- 1994: Live-Mitschnitt aus Mailand. Dirigent: Daniele Callegari – Orchestra dei Pomeriggi Musicali di Milano – Antonio Abete (Lunardo), Alessandra Palomba (Margarita), Donatella Lombardi (Lucieta), Mattia Nicolini (Maurizio), Gianluca Sorrentino (Filipeto), Graziella Merrino (Marina), Mateo Peirone (Simon), Davide Baronchelli (Cancian), Marina Fratarcangeli (Felice), Antonio Lemmo (Conte Riccardo) – Arkadia[12]